# Li-Book 2000
Li-Book 2000 è il secondo album live della cantante giapponese Masami Okui pubblicato il 23 novembre 2000 dalla Starchild. L'album ha raggiunto la sessantunesima posizione della classifica degli album più venduti in Giappone, vendendo 4 800 copie.

## Tracce
1. TURNING POINT
2. Souda, Zettai. (そうだ、ぜったい。)
3. Niji no You ni (虹のように)
4. endless life
5. Sore wa Totsuzen Yatte Kuru (それは突然やってくる)
6. CHAOS
7. CUTIE
8. Rinbu-revolution (輪舞-revolution)
9. Sunrise Sunset
10. Kiss in the dark
11. Just do it
12. Souda, Zettai. (ビタミン ～ぜったい、そうだ。～)
13. Monogatari (物語)
14. Bay side love story ~from Tokyo~ (Bonus Track)